# Le Livre du gentil et des trois sages
Le Livre du gentil et des trois sages (en catalan : Llibre del gentil e dels tres savis) est un livre écrit par Raymond Lulle vers 1274-1276. À mi-chemin entre le roman moral, avec une trame fictionnelle, et la dispute théologique, c'est une œuvre singulière pour son époque par son absence de parti pris et par la bonne connaissance évidente de l'auteur des trois religions abrahamiques. Cet ouvrage est considéré comme l'acte de naissance du catalan comme idiome reconnu et comme langue littéraire indépendante de l'occitan.

## Contenu
C'est une œuvre apologétique qui prétend démontrer l'efficacité de la méthode de Raymond Lulle dans une discussion sur la vérité et l'erreur dans les trois religions du Livre : le judaïsme, le christianisme et l'islam. Dans cette œuvre, un gentil — un païen — rencontre trois sages, un juif, un chrétien et un musulman. Les représentants des trois religions démontrent au disciple l'existence d'un Dieu unique, illustrent la création, la résurrection. Chacun présente sa religion pour que le gentil — et le lecteur — choisisse ce qui lui paraît vrai. L'œuvre n'indique pas le choix du gentil.
Ce livre retient l'attention par une exposition systématique des principes de la loi mosaïque et de l'islam, qui démontre une bonne connaissance des contenus de ces deux religions, ce qui n'était pas très courant à l'époque de l'auteur. De plus, la fiction qui entoure la narration est très développée et interagit de manière subtile avec l'argumentation des sages.